# Margareta av Provence
Margareta av Provence, född i Forcalquier våren 1221, död 20 december 1295 i Paris, var en fransk drottning, gift med kung Ludvig IX av Frankrike. Hon tog över befälet av Ludvig IX:s korståg då han togs tillfånga 1250 och var som sådan den enda kvinna som kan sägas ha lett ett korståg. 

## Tidigt liv
Margareta var dotter till greve Raimond Berengar IV av Provence och Beatrice av Savojen. Hon hade en livslång vänskap med sin syster Eleonora och det faktum att Margareta gifte sig med den franske kungen och att Eleonora gifte sig med den engelske ska ha skapat en fredlig stämning i de fransk-engelska relationerna och slutligen lett till fördraget i Paris 1259. 

## Drottning
Margareta gifte sig med Ludvig IX 27 maj 1234 och kröntes till Frankrikes drottning följande dag.
Margareta beskrivs som en mörk skönhet med vackra ögon. Relationen mellan Margareta och Ludvig beskrivs i början som lycklig, men präglades också av konflikter orsakade av Ludvigs stränga religiositet och Margaretas ambitioner att använda sig av sin ställning för att bedriva en självständig politik. En anekdot om deras relation har nedtecknats av krönikören Joinville: Margareta anmärkte en gång att Ludvig klädde sig för enkelt för sin ställning, och han svarade då att han skulle klä sig som hon önskade om hon klädde sig så som han önskade. 
Margareta följde med Ludvig på hans första korståg 1250. Då Ludvig togs tillfånga av araberna i Egypten, tog Margareta befälet över hans korståg och förhandlade om lösesumman för hans frigivning från sin bas i Damietta. Hon tog även ansvaret för de kristna i Damietta, och befallde sin livvakt att döda henne och hennes nyfödde son Johan Tristan om staden erövrades av araberna. 
Fördraget mellan Englands och Frankrikes monarker slöts i Paris 1259 som en följd av förbättrade relationer mellan länderna just för att monarkerna blivit svågrar, och Margareta och hennes systrar och mor närvarade alla vid förhandlingarna. Som drottning i Frankrike hade Margareta ambitionen att använda sin ställning för att bedriva sin egen politik, något som skapade spänningar i relationen till Ludvig. Enligt en rapport från den engelska ambassadören i Frankrike från 1250-talet, gjorde Margareta ständiga men misslyckade försök att försöka blanda sig i politiken. Då hennes äldste son dog 1260 och hennes andre son Filip blev tronföljare, fick hon honom att svära på att stå under hennes förmynderskap fram till trettio års ålder, så att hon kunde bli förmyndarregent om han skulle bli monark före denna ålder. Då Ludvig fick reda på detta, fick han påven att ogiltigförklara Filips ed. 

## Senare liv
Under Ludvigs andra korståg 1270 stannade Margareta hemma. Som änka ägnade sig Margareta åt välgörenhet riktad åt att agera beskyddare för kyrkor och kloster. Hennes son tillät henne inte spela någon politisk roll vid hovet. Hon engagerade sig i sina rättigheter i sin fars land Provence, där hennes systers änka Karl av Anjou behöll makten efter sin hustrus död illegalt. Hon upprätthöll också kontakten med sin syster Englands drottning. Hon avled slutligen i ett kloster i Paris som hon hade grundat. 

## Barn
1. Blanche (1240-1243), begravd i Saint-Denis
2. Isabelle (1241-1271), gift med kung Theobald II av Navarra (1237-1270)
3. Ludvig (1244-1260), kronprins 1244-1260, begravd i Saint-Denis
4. Filip III av Frankrike, 1245-1285, kronprins 1260-1270, kung 1270-1285
5. Johan (1248-1248), greve av Valois, begravd i Saint-Denis
6. Johan Tristan (1250-1270), greve av Nevers, gift med Jolanda av Burgund (1247-1280)
7. Pierre (1251-1284), greve av Alençon, gift med Johanna av Chatillon (1258-1292)
8. Blanche (1252-1320), gift med Ferdinand de la Cerda, kronprins av Kastilien
9. Margareta (1255-1271), gift med hertig Johan I av Brabant (1251-1294)
10. Robert av Clermont (1256-1318), greve av Clermont, gift med Beatrice av Bourbon (1257-1310)
11. Agnes (1260-1327), gift med hertig Robert II av Burgund (1248-1305)